# Pentax Auto 110

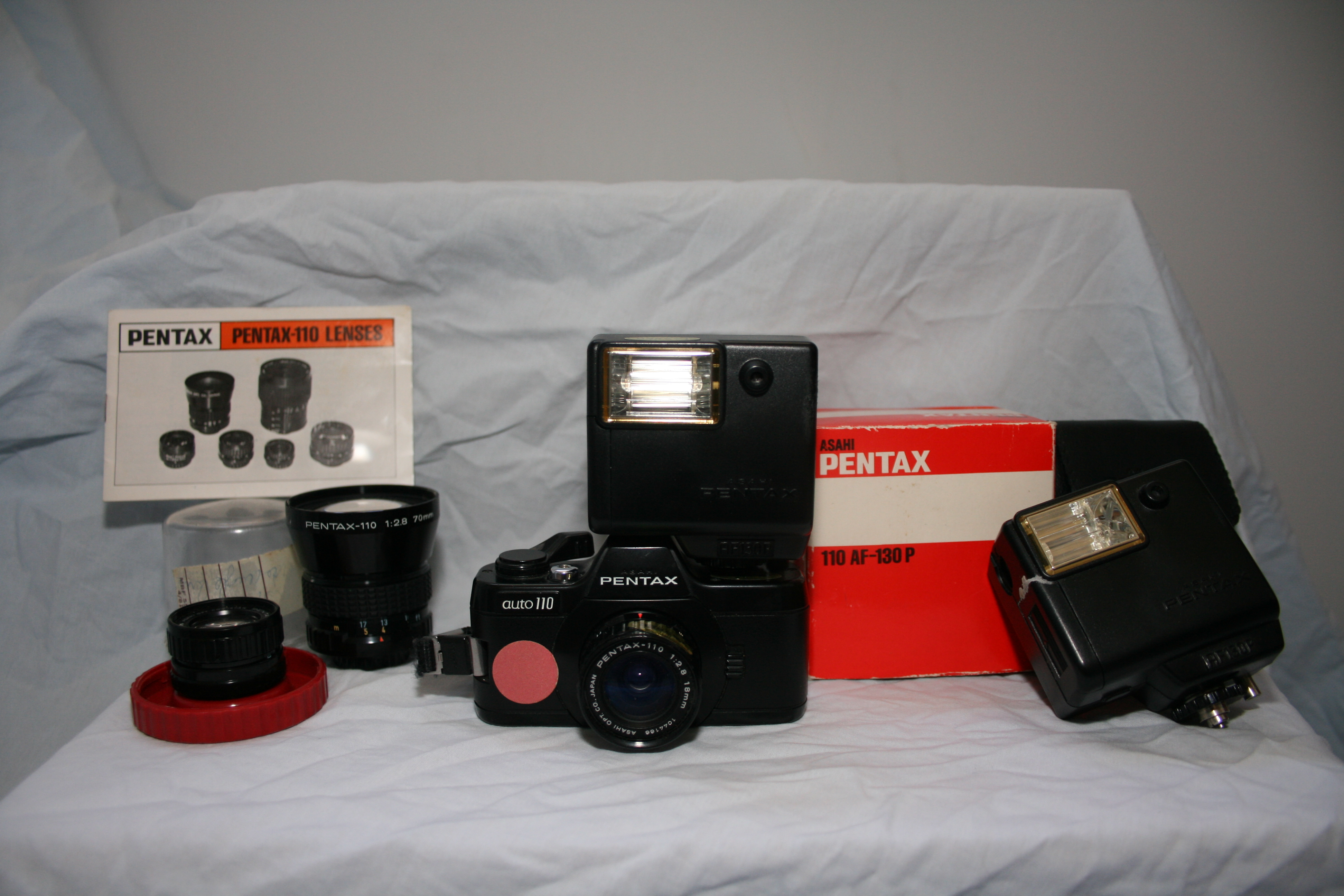
Камера, фотовспышки и объективы.

Pentax «Auto 110» — однообъективный зеркальный фотоаппарат фирмы Asahi Pentax. Был рассчитан на фотоплёнку типа 110 с размером кадра 13×17 мм ({\displaystyle K_{f}} = 2). Считается самой маленькой серийной зеркальной камерой со сменной оптикой в мире. Выпускался в чёрном и коричневом (Safari edition) исполнении с марта 1978 по 1982 год.

## Основные характеристики
- Режимы: P (режим программной линии).
- TTL-экспонометрическое устройство.
- Электронно-управляемый затвор 1/750 — 1 сек.
- Диапазон диафрагм: f/2,8 — f/13,5.
- Питание: пара 1,5 В LR44 или G13 элементов
- Возможность подключения внешнего моторного привода с возможностью серийной съёмки до 1,5 к/сек.
- Отображение в видоискателе достаточности/недостаточности выдержки для съемки с рук.
- Штативное гнездо.

## Сменные объективы
В 1978 году, к моменту анонсирования камеры, было представлено только 3 объектива. Ещё 3 были представлены в 1981 году (эти модели выпускались не столь массово). Кроме того, фирма Soligor выпускала 1,7× телеконвертер.
Во всех объективах отсутствовала диафрагма. Она была установлена в самой камере и управлялась ею же.
| Тип                     | Год выпуска | Объектив          | ЭФР      | Угол зрения | Диаметр, длина  | Минимальная дистанция фокусировки | Резьба для фильтров | Элементов /групп | Вес   |
| ----------------------- | ----------- | ----------------- | -------- | ----------- | --------------- | --------------------------------- | ------------------- | ---------------- | ----- |
| Широкоугольный объектив | 1978        | 18 мм f/2,8       | 36 мм    | 61,5°       | 34×21 мм        | 0,25 м                            | 30,5 мм             | 6/6              | 27 г  |
| Нормальный объектив     | 1978        | 24 мм f/2,8       | 48 мм    | 47°         | 30×13 мм        | 0,35 м                            | 25,5 мм             | 6/5              | 13 г  |
| Телеобъектив            | 1978        | 50 мм f/2,8       | 100 мм   | 24°         | 43×27 мм        | 0,9 м                             | 37,5 мм             | 5/5              | 57 г  |
| Телеобъектив            | 1981        | 70 мм f/2,8       | 140 мм   | 17,2°       | 51×50,5 мм      | 1,5 м                             | 49 мм               | 6/5              | 160 г |
| Широкоугольный объектив | 1981        | 18 мм «Pan Focus» | 36 мм    | 61,5°       | 34×21 мм        | 1,75 м*                           | 30,5 мм             | 6/6              | 29 г  |
| Зум-объектив            | 1981        | 20-40 мм f/2,8    | 40-80 мм | 57,5°-31°   | 54×45,2-65,4 мм | 0,7 м                             | 49 мм               | 8/8              | 174 г |

* — 18 mm «Pan Focus» — компактный объектив без фокусировочного кольца. Установлен на гиперфокальное расстояние. Глубина резко изображаемого пространства от 1,75 метра до бесконечности.

## Любопытные факты
- В 2010 году была выпущена цифровая компактная камера Pentax Optio I-10, дизайн которой выполнен в стиле Auto 110[2].
- Auto 110 является самой маленькой и лёгкой системной SLR камерой со сменной оптикой в мире.
- В 1979 космическое агентство НАСА выбрало Auto 110 для съемок в космосе.